# Zwinglianen

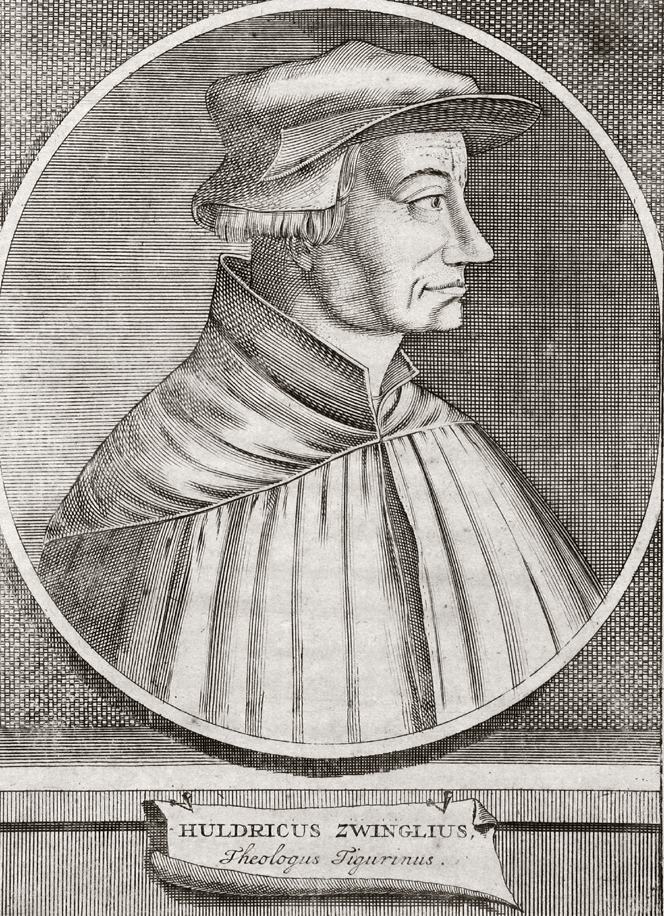
Ulrich Zwingli

Zwinglianen is een benaming voor de volgelingen van de Zwitserse kerkgeleerde Huldrych Zwingli, die een van de leiders was van de reformatie in Zwitserland in de 16e eeuw.
In de tijd van Luther was het woord zwingliaan een scheldwoord waarmee de Luthersen de volgelingen van Zwingli graag betitelden. Luther had Zwingli op één hoop geworpen met allerlei dwepers en ketters.